# Radio Oštra Luka
Radio Oštra Luka je internetska radijska postaja na hrvatskom iz Oštre Luke, BiH.

## Vanjske poveznice
- Službene stranice
- Facebook